# Пенко Рафаилов
Пенко Рафаилов (Пената) е бивш български футболист. Най-известен като футболист на Славия, Левски и френския Страсбург. След края на футболната си кариера живее в Мюнхен, където работи като певец в ресторанти.
Син е на свещеника Рафаил Алексиев. Брат е на певеца Георги Рафаилов и футболиста Александър Рафаилов.

## Кариера
Състезател на „Славия“ София между 1927 и 1935 г. с кратко прекъсване. Напуска „белите“ поради скандал с друг от водещите играчи на отбора Димитър Байкушев. Закратко преминава в редиците на ФК 13, където израства като футболист под ръководството на треньора Франц Мантлер. След това се завръща в Славия.
От 1935 г. играе за Левски. С екипа на „Левски“ е шампион на България и носител на Купата на България през сезон 1936/1937 г.
През август 1937 г. заминава на проби във френския „Страсбург“, а скоро след това подписва професионален контракт. Рафаилов е един от малцината български професионални играчи по това време, като преди него това правят Асен Пешев, Асен Панчев, Ради Мазников, Михаил Лозанов и Лозан Коцев. Именно Коцев има известна заслуга за привличането на Рафаилов в Страсбург. Записва само 1 мач в първенството – при равенството 2:2 с Олимпик (Марсилия) от третия кръг на Националната дивизия. Добрите изяви на австриеца Хуменбергер не позволяват на Рафаилов да играе редовно в първия тим. Българинът играе във втория тим на Страсбург и става негов капитан. В началото на 1938 г. е преотстъпен на отбора на Троа в Лига 2.

## Национален отбор
В периода 1930 – 1937 г. има общо има 21 мача за националния отбор по футбол, в които е отбелязал 2 гола. Носител на Балканската купа за 1932 г. Рафаилов е участник в първата квалификация на българския национален отбор – на 25 март 1934 г. срещу отбора на Унгария.
На 11 юли 1937 г. Рафаилов е участник и един от голмайсторите при една от най-големите победи на националния отбор над Югославия – 4:0. През ноември 1937 г. играещите във Франция Рафаилов и Димитър Байкушев не се отзовават на повиквателнатата в националния отбора за световната квалификация срещу Чехословакия, поради което биват изключени от българския футбол.